# كانكس فاسي
كانكس فاسي هي بحيرة متوسطة الحجم تقع في منطقة مستجمعات المياه الرئيسي فووكسي. وهي تقع في منطقة كاريليا الشمالية، في بلدية كونيلاتي.